# کهورک (ایرانشهر، ۲)
کهورک یک منطقهٔ مسکونی در ایران است که در دهستان بزمان شهرستان ایرانشهر واقع شده‌است.